# Bhutańska Partia Komunistyczna (Marksistowsko-Leninowsko-Maoistowska)
Bhutańska Partia Komunistyczna (Marksistowsko-Leninowsko-Maoistowska) – partia polityczna z Bhutanu.

## Historia
Założona w 2003 roku. Jej twórcami byli uchodźcy Lhotshampa w Nepalu. Ugrupowanie działa w Bhutanie nielegalnie. Wzywa do prowadzenia „wojny ludowej“ przeciwko rządowi. Członkowie partii są represjonowani i zatrzymywani przez policję pod zarzutami działalności wywrotowej.

## Skrzydło wojskowe
Dysponuje skrzydłem wojskowym działającym pod nazwą Tygrysy Bhutanu.

## Kontakty zagraniczne
Od początku korzystała ze wsparcia pokrewnej Komunistycznej Partii Nepalu (Maoistowskiej). Według rządu Bhutanu członkowie partii mieli przechodzić szkolenia militarne w obozach nepalskich maoistów. Oskarżana jest także o współpracę z indyjskimi naksalitami. Według źródeł indyjskiego wywiadu i doniesień medialnych tworzy sojusz z separatystami z United Liberation Front of Assam (ULFA), National Democratic Front of Bodoland (NDFA) i Kamatapur Liberation Organisation (KLO).

## Ideologia
Jest ugrupowaniem maoistowskim. Domaga się repatriacji uchodźców Lhotshampa do Bhutanu.